# Wilhelm Lassen
Wilhelm Theodor Alexander Lassen, född 2 oktober 1815 i Grans socken, Hadeland, död 16 februari 1907 i Kristiania, var en norsk genealog.
Lassen tog juridisk ämbetsexamen 1837 och tjänstgjorde 1856–81 som byråchef i Marine- og postdepartementet. Han utgav ett kvartband Norske stamtavler. I. (1868) och Biskop i Lund Mats Medelfar's descendenter av navn: Wibe och Lund (1901). Hans betydande samlingar införlivades efter hans död med norska riksarkivet.